# Licos de Lídia
El Licos (grec antic: Λύκος) era un riu de Lídia afluent de l'Hermos que corria en direcció sud-oest a través de la ciutat de Tiatira. No se sap amb certesa si entroncava directament amb l'Hermos o ho feia després d'haver-se ajuntat amb l'Hil·los, ja que Plini el Vell no ho deixa clar.